# Park Jong-ho
Park Jong-ho, född den 27 juli 1973, är en sydkoreansk före detta basebollspelare som tog brons för Sydkorea vid olympiska sommarspelen 2000 i Sydney.